# Масянов, Леонтий Лукьянович
Леонтий Лукьянович Масянов (17 октября 1894, ст. Чижинская — 24 июня 1978, Нью-Йорк, США) — хорунжий Уральского казачьего войска, участник Белого движения во время Гражданской войны в составе Уральской отдельной армии.

## Биография
Родился 17 октября 1894 года в станице Чижинской, расположенной недалеко от Уральска. После окончания Уральского Войскового реального училища, решил посвятить себя искусству и два года учился живописи в петербургской студии профессора Кордовского.
Окончил Оренбургское казачье училище в 1917 году с производством в чин прапорщика.
В белых войсках Восточного фронта служил в составе Уральской отдельной армии.
17 мая 1919 года назначен в Уральский конный полк, затем служил в 3-м Чижинском партизанском конном полку 6-й Уральской конной дивизии Уральского казачьего войска. Участник отхода остатков Уральской армии в форт Александровский, а после, с небольшой группой уральских казаков со главе с последним атаманом Уральского казачьего войска генералом Толстовым В. С. участвовал в походе в Персию. Эти события были описаны им сборнике «Гибель Уральского казачьего войска». Был произведён в чин хорунжего.
В эмиграции до 1923 года проживал в Харбине (Китай), затем с 1930 года проживал в Париже, где участвовал в общественной деятельности казачьей эмиграции и был атаманом станицы; составил также коллекцию гравюр по казачьим сюжетам. С 1956 года проживал в США. Свою коллекцию гравюр совместно со своими работами поместил в Музее Кубанского Войскового дома (район Астория, г. Нью-Йорк). Автор сборника «Гибель Уральского казачьего войска», впервые опубликованного в США в 1963 году и ряда других работ о уральских казаках.
Умер в городе Нью-Йорк 24 июня 1978 года.